# Francisco Filho
Francisco Alves Filho (ur. 10 stycznia 1971 w Souto Soares w stanie Bahia) – utytułowany brazylijski karateka stylu Kyokushin (7. dan), zawodnik K-1. Mistrz świata IKO1 z 1999 roku, wicemistrz K-1 WGP z 2001 roku.

## Karate Kyokushin
W 1991 roku na 5. Otwartych Mistrzostwach Świata Filho otrzymał nagrodę za najlepszego ducha walki. W eliminacjach wygrał z wicemistrzem świata sprzed 4 lat (pierwszym finalistą OMŚ spoza Japonii), Szwajcarem Andy Hugiem przez ippon (nokaut poprzez kopnięcie okrężne w głowę). 
W 1995 roku zaliczył test 100 kumite oraz zdobył brązowy medal na 6. Otwartych Mistrzostwach Świata (przegrał w półfinale z Hajime Kazumim). Dwa lata później wywalczył mistrzostwo świata w wadze superciężkiej. 
W 1999 został pierwszym zwycięzcą Otwartych Mistrzostw Świata spoza Japonii. W turnieju tym pokonał m.in. Ryu Narushimę, Nicholasa Pettasa oraz w finale obrońcę tytułu Hajime Kazumiego.

## K-1
W 1997 podpisał kontrakt z japońską organizacją K-1 na walki w kick-boxingu. W swoim debiucie (turniej K-1 Dreams 1997) skrzyżował rękawice z dobrze sobie znanym rywalem, ówczesnym mistrzem K-1, Andym Hugiem. Tak jak sześć lat wcześniej w pojedynku karate, również tym razem Filho znokautował Szwajcara. W wywiadach po walce Francisco przyznał, że był zaskoczony sposobem, jakim ją wygrał (prawy sierpowy), gdyż nigdy wcześniej nie boksował i nie znał nokautującej siły swojego ciosu. Ten niespodziewany sukces przyniósł mu popularność w świecie kick-boxingu i dał przepustkę do walki o mistrzostwo świata K-1 w finałowym turnieju World Grand Prix 1997 w Tokio. W ćwierćfinale Filho znokautował w 15 sekund australijskiego karatekę Sama Greco. W półfinale zmierzył się z czołowym kick-boxerem świata, Holendrem Ernesto Hoostem. Przegrał z nim na punkty (Hoost tryumfował później w całym turnieju).
W 1998 roku walczył z kolejnymi gwiazdami K-1, Peterem Aertsem i Rayem Sefo, remisując w obu walkach. Do kolejnego turnieju finałowego K-1 awansował nokautując najlepszego ówcześnie amerykańskiego kick-boxera Ricka Roufusa niskim kopnięciem w kolano. W ćwierćfinale imprezy na drodze  Brazylijczyka stanął Mike Bernardo. Mimo że Filho był faworytem, przegrał przez TKO w trzeciej rundzie. 
Rok 1999 Filho poświęcił przygotowaniom do 7. Otwartych Mistrzostw Świata Kyokushin. W K-1 wystąpił tylko raz. W rewanżowej walce z Hoostem znokautował go w pierwszej rundzie serią ciosów pięściami.
Na ring powrócił w 2000 roku, po wywalczeniu czempionatu w karate,  w walce z Jérôme'em Le Bannerem. Przegrał w pierwszej rundzie przez ciężki nokaut. Mimo to parę miesięcy później wygrał turniej w Jokohamie, co umożliwiło mu wzięcie udziału w kolejnym turnieju o mistrzostwo K-1. Ponownie zmierzył się w nim z Ernesto Hoostem i po raz drugi przegrał na punkty w półfinale.  
Ostatnią, czwartą próbę wywalczenia mistrzostwa K-1 Francisco Filho podjął rok później. W ćwierćfinale World Grand Prix 2001 pokonał przez TKO (kontuzja) Petera Aertsa, a w półfinale okazał się lepszy od nowej gwiazdy K-1, Białorusina Aleksieja Ignaszowa. W finale na Brazylijczyka czekała rewelacja turnieju, Mark Hunt. Regulaminowe trzy rundy nie przyniosły w oczach sędziów rozstrzygnięcia, więc zarządzono dodatkową. Hunt wykazał się w niej większą agresją i zadał więcej ciosów, co dało mu zwycięstwo przez jednogłośną decyzję.
Po finale zrezygnowany Filho oświadczył, że na jakiś czas żegna się z K-1, a ewentualne przyszłe występy ograniczy do pojedynczych walk. Po półtorarocznej przerwie wrócił na ring w 2003 roku. Stoczył cztery walki – ostatnią z nich w maju 2004 roku z ówczesnym mistrzem K-1 Remym Bonjaskym. Pokonał go przez jednogłośną decyzję sędziów.
Filho był pierwszym zawodnikiem K-1, który używał w walce tzw. brazylijskiego kopnięcia (brasilian kick) – techniki, którą później rozwinął do perfekcji inny karateka, jego przyjaciel i sparingpartner Glaube Feitosa. W historii swoich startów w K-1 Filho pokonał czterech mistrzów K-1 WGP: Petera Aertsa, Andy'ego Huga, Ernesto Hoosta i Remy'ego Bonjasky'ego.

## Po zakończeniu kariery w K-1
Pogłoski o jego rychłym powrocie do K-1 nie potwierdziły się i w kolejnych latach zajął się szkoleniem karate. Jest opiekunem reprezentacji Brazylii w Kyokushin. Pojawia się na turniejach K-1 jako gość honorowy lub w narożnikach Glaube Feitosy oraz swojego podopiecznego Ewertona Teixeiry.
W lipcu 2005 przebywał w Polsce, na zaproszenie shihan Andrzeja Drewniaka, gdzie poprowadził Wschodnioeuropejski Obóz Kyokushin Karate. Także w lipcu 2006 i 2007 przebywał w Polsce na podobnym obozie.